# Gitarrenlaute

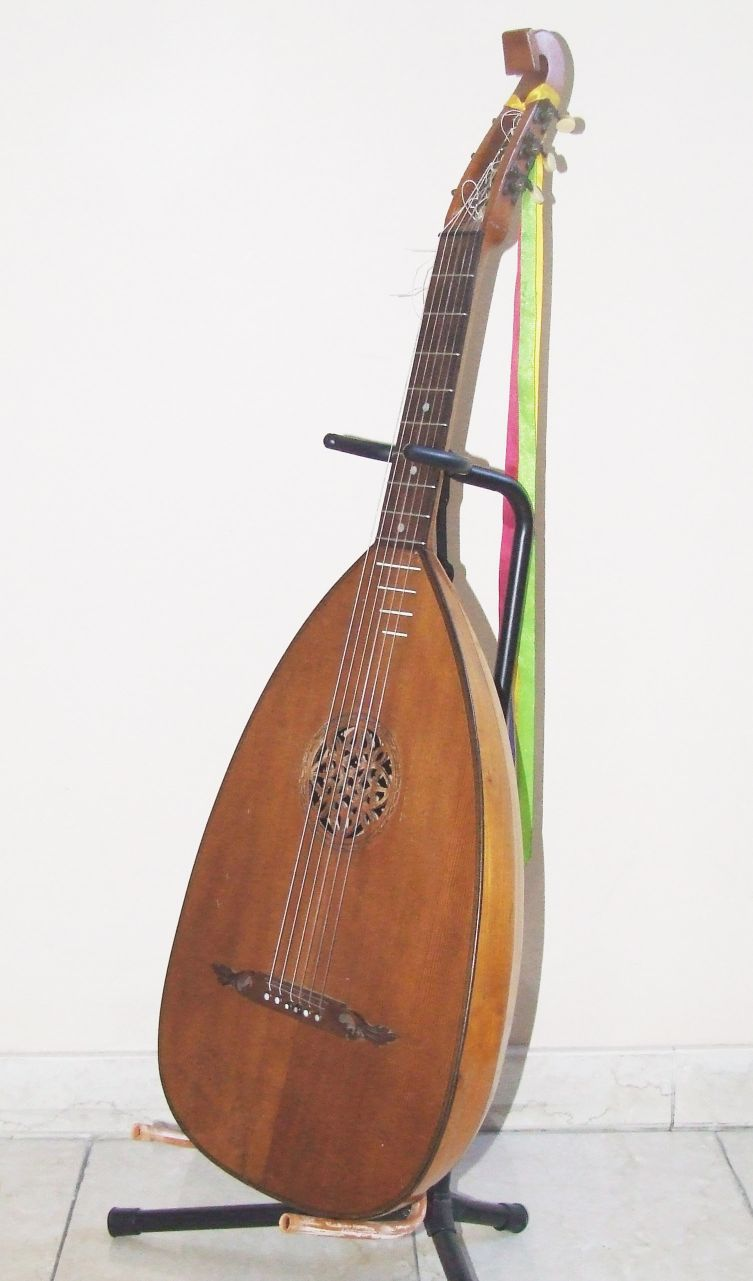
Gitarrenlaute

Die Gitarrenlaute ist ein Zupfinstrument aus der Familie der Schalenhalslauten. Weitere Bezeichnungen für dieses Instrument sind Deutsche Laute (auch für die Waldzither verwendet), Wandervogellaute, Rundlaute, Lautengitarre oder Zupfgeige, auch Bastardlaute. Sie firmiert als Folkloreinstrument und war als solches im deutschen Sprachraum eines der am weitesten verbreiteten Musikinstrumente des frühen 20. Jahrhunderts.

## Herkunft
Um 1800 übernahm die Gitarre von der Mandora die sechste Saite und die Stimmung, während die Mandora von der Gitarre die Einzelbesaitung übernahm. Die gitarrisierte Mandora wurde im 19. Jahrhundert zu einem neuen Lautentyp weiterentwickelt, der robuster gebaut und mit Bünden, Mechanik und Besaitung der Gitarre versehen war, aber den birnenförmigen Schallkörper der Laute beibehielt. Die Gitarrenlaute (französisch Guitare-lute) kann also, einfach ausgedrückt, als Laute mit „Gitarrenbesaitung“ betrachtet werden, woraus sich auch ihr Name ableitet.
Die Gitarrenlaute ist besaitet wie die klassische Gitarre (sechs einzelne Saiten, üblicherweise in der Gitarrenstimmung E-A-d-g-h-e′). Die Saiten sind in der Regel Darm- oder Nylonsaiten wie bei einer Konzertgitarre. Metallsaiten sind bei Gitarrenlauten nur selten anzutreffen.
Im Jahr 1919 ließ der aus Obermais stammende Zither- und Gitarrenbauer Josef Ennemoser (1875–1953) sein Gitarrenlautenmodell Tenora schützen.

## Bauform

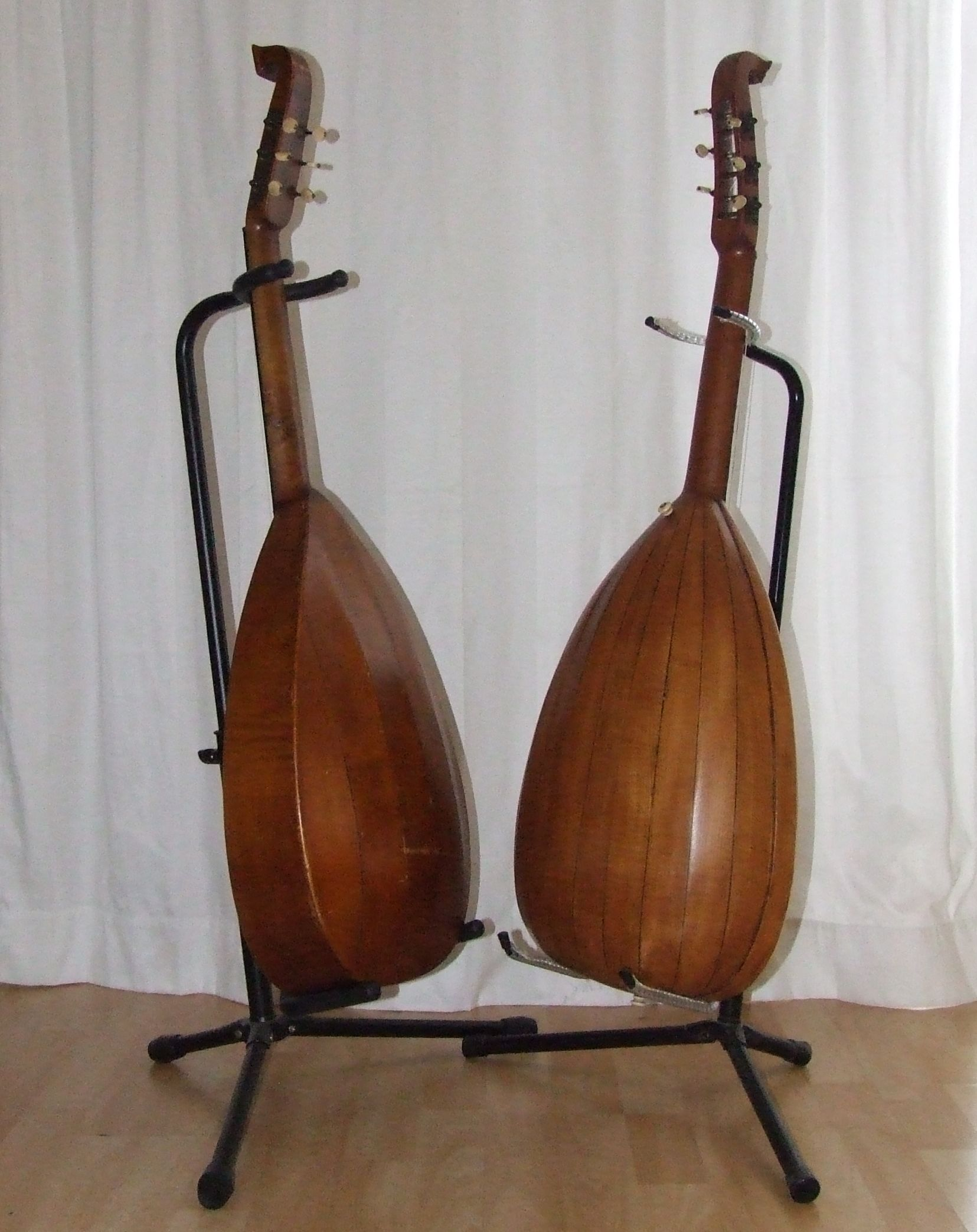
Verschiedene Korpusformen der Gitarrenlaute: links halbrunde Bauform mit Zarge (portugiesische Bauart), rechts normale Rundbauchlaute

Der Korpus der Gitarrenlaute hat den typisch tropfenförmigen Umriss der meisten Lauteninstrumente. Die Muschel ist aus Holzspänen zusammengesetzt. Man unterscheidet Rundbauchlauten mit zumeist 11 bis 13 Spänen und halbrunde Bauformen (portugiesische Bauart) mit Zarge und 5 bis 7 Spänen. Auch Flachbauchlauten mit einer planen Bodenplatte kommen vor. Korpusholz ist in der Regel Ahorn, bei hochwertigen Rundbauchlauten zuweilen Palisander. Für die Schalldecken kommt nahezu ausschließlich Fichtenholz zum Einsatz. Gitarrenlauten sind fast ausschließlich aus vollmassiven Hölzern gebaut. Gesperrte Hölzer kommen nur selten in Zargen von halbrunden Flachbauchlauten zum Einsatz.
Die Mensur beträgt bei Gitarrenlauten meist um die 620 mm. Die meisten Rundbauchlauten besitzen ein 9-bündiges Lautengriffbrett, welches in einer Ebene mit der Schalldecke liegt und sich auf dieser in 3 bis 5 Korpusbünden aus Holz, Metall oder Kunststoff fortsetzt. Insbesondere bei halbrunden Zargenlauten findet man oft gitarrenähnliche Griffbretter, die auf der Schalldecke bis zum Schallloch reichen. Beide Griffbrettarten können plan oder gekehlt ausgeführt sein. Die Griffbrettbreite am Sattel beträgt in der Regel 42 bis 45 mm. Es kommen Palisander, Ebenholz, aber auch einheimische Harthölzer (Nussbaum, Eiche) zum Einsatz.
Der Wirbelkasten ist nicht wie bei einer Renaissancelaute im rechten Winkel abgeknickt, sondern verläuft gerade. Der von Laute und Mandora übernommene Trapezwirbelkasten ist die häufigste Bauform, Fensterwirbelkästen ähnlich der Gitarre (aber schmäler) wurden fast genauso oft verbaut. Sehr selten und meist nur an sehr alten Instrumenten findet man Wirbelbretter. Die Gitarrenlaute besitzt in der Regel Stimmmechaniken, ähnlich der Gitarre, in Trapezwirbelkästen und Wirbelbrettern kommen jedoch nicht selten Holzwirbel zum Einsatz. Der Wirbelkasten läuft zumeist in eine hakenförmig nach vorn weisende, rechteckige, glatte oder verzierte Platte oder einen geschnitzten Kopf aus.

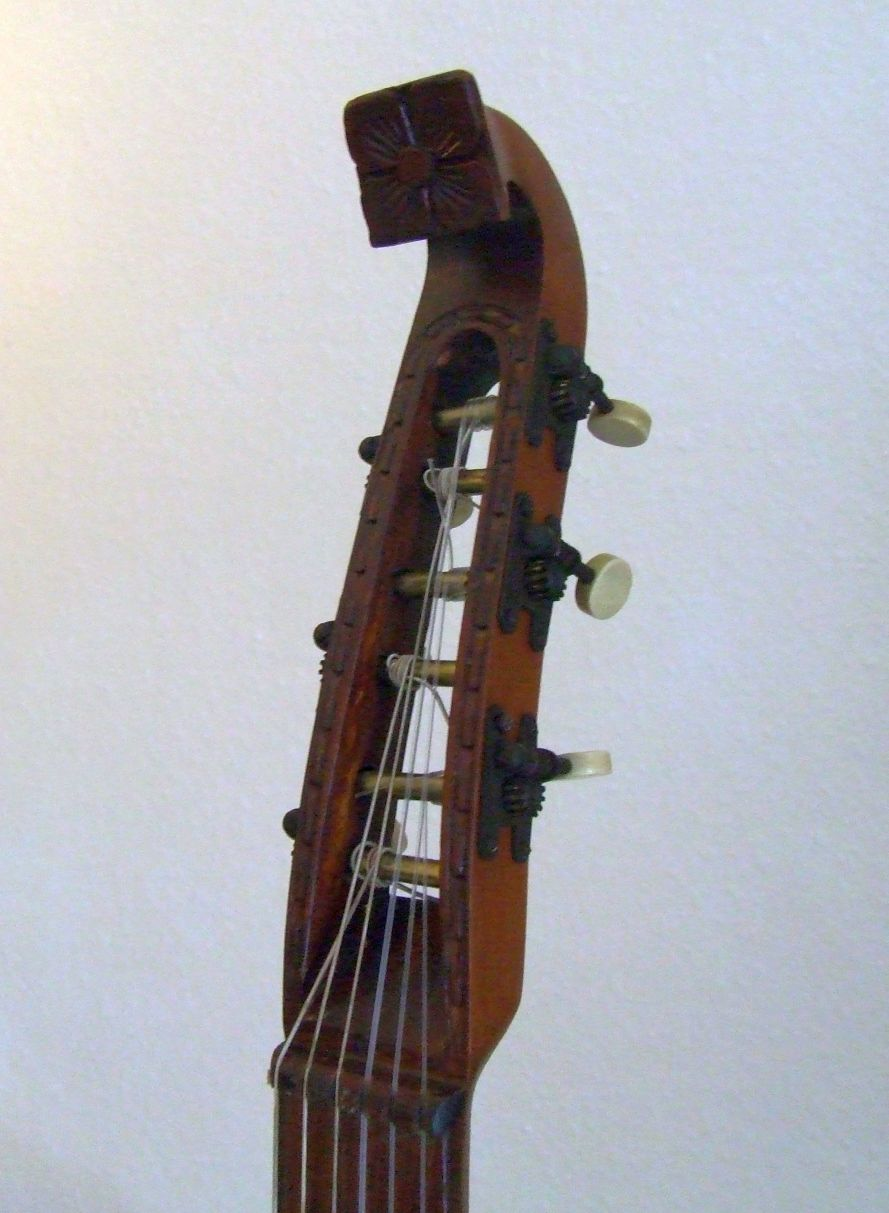
Trapezwirbelkasten
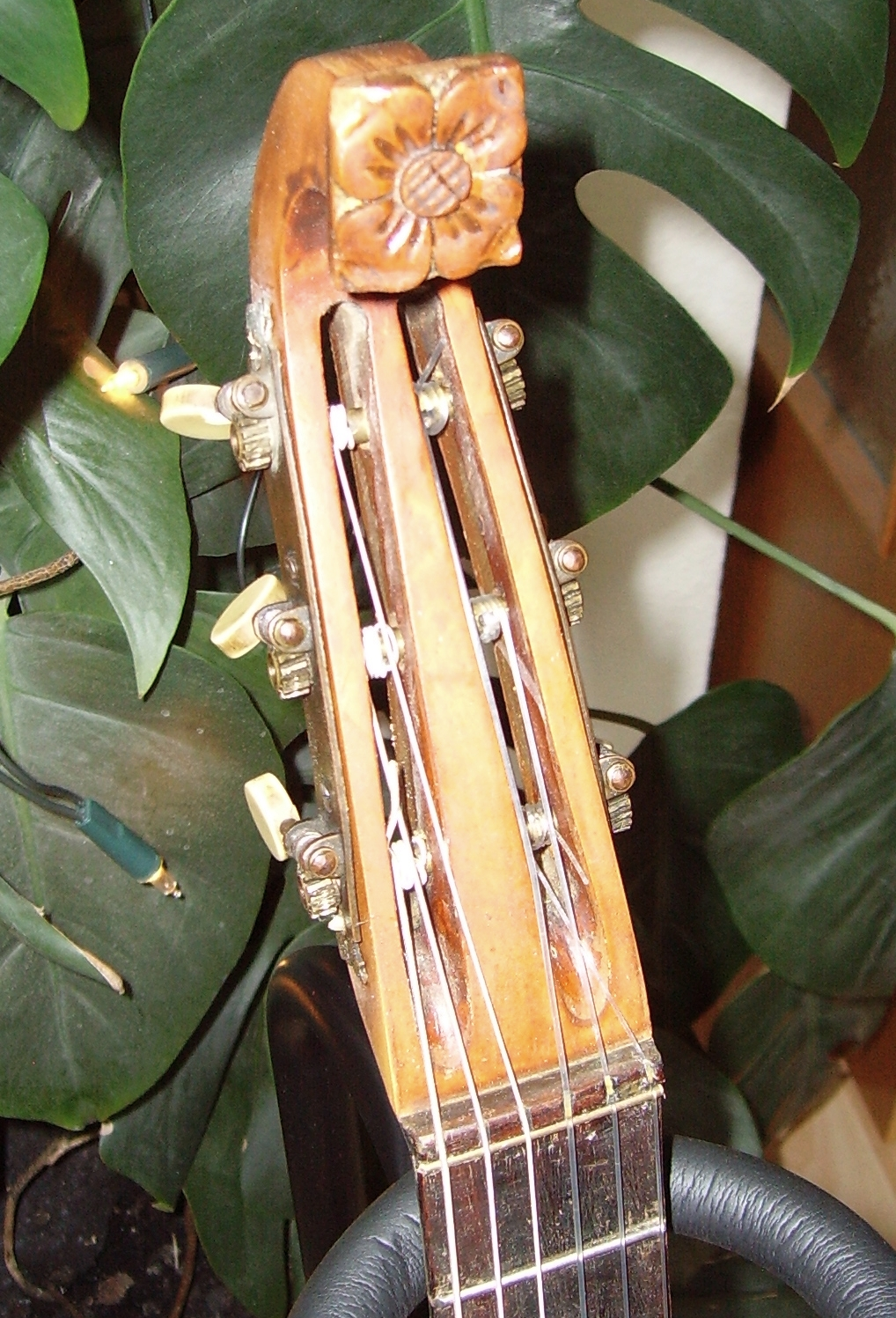
Fensterwirbelkasten

Das Schallloch ist, wie bei Mandora und Laute üblich, als Rosette gearbeitet. Die Vielfalt der Rosettenmotive ist Legion. Klassische Ornamentik ist genauso häufig wie florale Gestaltung. Auch figurative Motive, von Blüten- über Tierdarstellungen bis zum „Landschaftsbild mit Burg“ zeugen vom Zeitgeschmack der jeweiligen Entstehungsepoche. Bei jüngeren Instrumenten oder solchen aus Manufakturfertigung ist die Schalllochrosette oft nicht aus der Decke herausgeschnitzt, sondern eingesetzt.
Eine Sonderform stellt die deutsche Basslaute oder auch theorbierte Gitarrenlaute dar, bei welcher der Wirbelkasten verlängert und um einen zweiten Wirbelkasten erweitert ist, an dem Kontrasaiten befestigt sind (meist zwei bis sechs).

## Spielweise
Gitarrenlauten sind seit dem 19. Jahrhundert vor allem aus dem deutschsprachigen Raum bekannt. Sie waren in Deutschland im frühen 20. Jahrhundert als Musikinstrument unter den Wandervögeln und in der Jugendmusikbewegung beliebt. Das Instrument, umgangssprachlich Zupfgeige genannt, gab wohl auch dem bekannten Liederbuch Der Zupfgeigenhansl seinen Namen.
Gitarrenlauten können wie Gitarren gespielt, also mit den Fingern oder mit einem Plektrum gezupft oder geschlagen, werden. Heute werden sie gerne in der Musik der Mittelalterszene eingesetzt, da sie preiswerter erhältlich und robuster als historisch orientierte Lauten sind, „historischer“ als herkömmliche Gitarren aussehen und einfacher als historisch orientierte Lauten zu spielen sind. Während historisch orientierte Lauten sich wegen ihrer geringen Lautstärke im Wesentlichen nur für Kammermusik eignen (außer sie werden mit einer Mikrofonanlage verstärkt), können Gitarrenlauten auch unverstärkt im Freien eingesetzt werden.
Häufig wird die Gitarrenlaute mit bunten Stoffbändern geschmückt, die an den Hals der Gitarre gebunden werden. Dies kommt einer romantisierenden Vorstellung des Mittelalters entgegen, die ein Merkmal der Jugendbewegung war und auch heute in der Mittelaltermarkt-Subkultur und -Musikszene zu finden ist.